# Robert Tegstedt
Robert Tegstedt, född 30 januari 1909 i Borås, död 16 december 1966 i Borås Gustav Adolfs församling, var en svensk friidrottare (spjutkastning). Han tävlade för IFK Borås av vilka han fått ett flertal utmärkelser. Hans personliga rekord var 68,38 meter.